# Heuvel (Catsop)
De Heuvel is een heuvel in het uiterste noordwesten van het Heuvelland gelegen tussen Beek, Elsloo en Catsop in het zuiden van de Nederlandse provincie Limburg. Deze heuvel heeft een hoogte van ongeveer 105 meter boven NAP en wordt vanuit het noorden gezien vaak beschouwd als de eerste heuvel van het Heuvelland.

## Ontstaan
De Heuvel is ontstaan door de ongeveer twee miljoen jaar geleden hier stromende Westmaas, een prehistorische versie van de Maas. Op deze plek was door kiezel- en zandafzetting een eiland gevormd in deze Westmaas, behorende tot het Laagpakket van St. Pietersberg. In de laatste ijstijd is dit bedekt door lössafzettingen uit het Laagpakket van Schimmert.

## Geografie
De Heuvel bevindt zich ten westen van Beek, ten zuiden van Elsloo en ten oosten van Catsop. De gemeentegrens tussen de gemeenten Beek en Stein loopt over deze heuvel.
De Heuvel is een opvallende verschijnsel in het landschap doordat deze aan alle kanten omringd wordt door laagten; in het noorden door het laaggelegen plateau van Graetheide, in het oosten door het beekdal van de Keutelbeek, in het zuiden door het droogdal Siekendaal en in het westen door de Maasvallei. Het Siekendaal scheidt de heuvel van het hogere Centraal Plateau.
Boven op de Heuvel bevindt zich een klein bos, dat de "Knup" wordt genoemd. Voor de rest bestaat het landschap op en rond de heuvel uit agrarisch gebied. Op de hellingen zijn nog enkele graften te vinden. In het verleden waren er meerdere graften, maar de meeste zijn door kavelvergroting verdwenen.
Sinds de jaren 60 van de 20e eeuw wordt de heuvel aan de oostelijke zijde doorsneden door de rijksweg A2. De verzorgingsplaats Vossedal biedt een weids uitzicht over de Heuvel en de Maasvallei.
Door de heuvel loopt de Geullebreuk.